# Aaron Cel
Aaron Cel  (* 4. März 1987 in Orléans, Frankreich) ist ein polnisch-französischer Basketballspieler. Neben der französischen besitzt er auch die polnische Staatsangehörigkeit. Seit der Spielzeit 2016/17 spielt er für den französischen BCM Gravelines auf der Position des Power Forward.

## Karriere
Aaron Cel begann seine Karriere bei MSB aus Le Mans, mit dem er als 19-Jähriger die französische Meisterschaft gewann. Er durchlief die französischen U-16, U-18 und U-20 Nationalmannschaften, mit denen er an den jeweiligen Europameisterschaften teilgenommen hat. Mit Le Mans nahm er am FIBA EuroCup 2005/06 und der EuroLeague 2006/07 teil, wurde aber nur in wenigen Spielen eingesetzt. Zur Saison 2007/08 wechselte Cel in die französische Pro-B, wo er drei Jahre für verschiedene Clubs spielte. Seit der Saison 2011/12 spielte er für Turów Zgorzelec in Polen. Mit Turow spielte er im Eurocup 2011/12 und VTB United League 2012/13. Hier wurde er in der Saison 2012/13 zum besten polnischen Spieler ernannt. Es folgte ein Wechsel zu Stelmet Zielona Góra, mit denen er 2015 die polnische Meisterschaft und den Pokalsieg feierte. Seit 2014 spielt Cel auch für die polnische Nationalmannschaft. 2015 wechselte Cel wieder zurück nach Frankreich zum AS Monaco und ein Jahr darauf zum BCM Gravelines.

## Auszeichnungen und Erfolge

### Mannschaftserfolge
- französischer Meister 2006
- polnischer Meister 2015
- polnischer Pokalsieger 2015

### Persönliche Auszeichnungen
- Bester polnischer Spieler der VTB United League 2012/13.